# 不夠本
不夠本（日语：不彀本），為日本人對中國人的歧視性用語，主要以片假名表示，可寫作「不彀本」。

## 概要
- 原是日軍在甲午戰爭時模仿漢語對清軍的蔑稱，屬於軍中漢語。中文原意「不夠本」即指「不夠本錢」，是商人反駁客人殺價的用語。
- 在漫畫《Keroro軍曹》中，全宇宙對地球稱呼，在日本是列入禁播的詞彙，因此動畫版改為，中文版避其爭議而譯為「藍星」。

## 其他
- 在日本一些地方，小孩玩捉迷藏或踢空罐遊戲時會喊。
- 承上，於是日本愛媛縣大洲市重現昭和30年代的懷舊巷弄，命名為。

## 外部連結
- http://pokopen.yokochou.com/ （页面存档备份，存于）